# Oyster Card

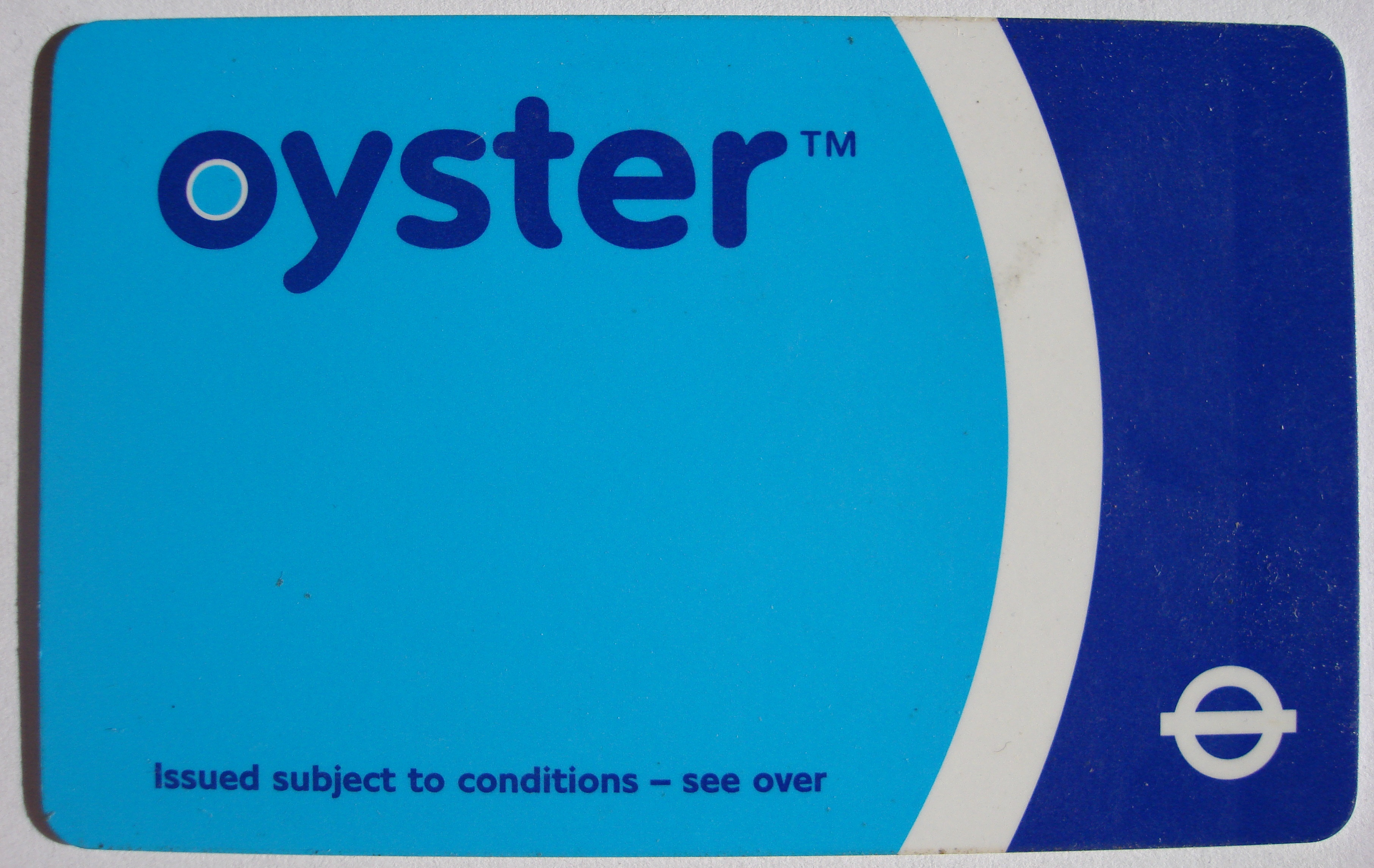
Oyster Card, Vorderseite

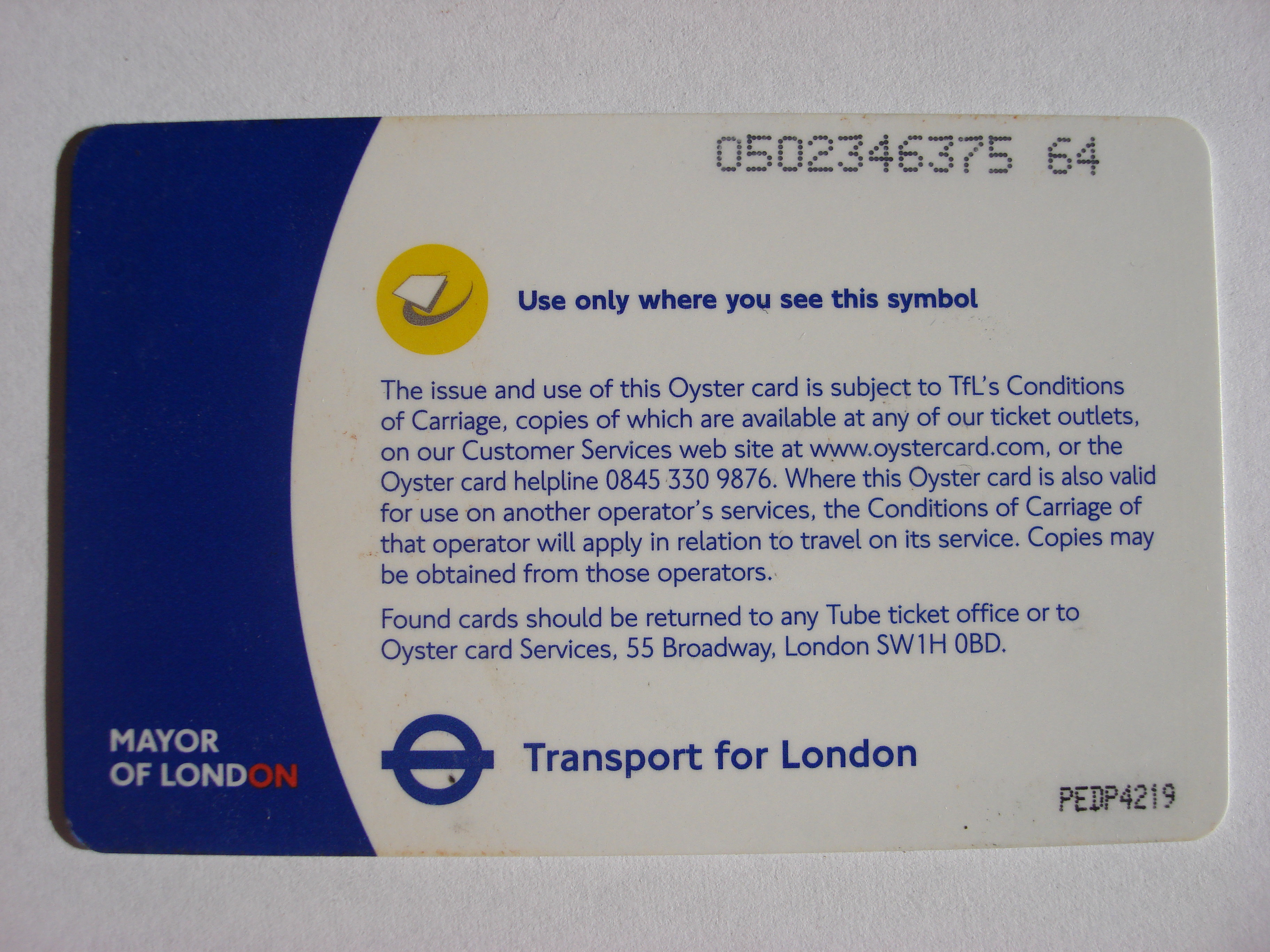
Oyster Card, Rückseite

Die Oyster Card (englisch wörtlich: „Auster-Karte“) ist eine 2003 eingeführte, mit einem MIFARE-RFID-Chip ausgestattete elektronische Fahrkarte, die im öffentlichen Personennahverkehr der Stadt London und in der National Rail in Greater London verwendet wird. Bis Juni 2012 wurden mehr als 43 Millionen Oyster Cards ausgegeben. Mehr als 80 % aller Fahrten wurden zu diesem Zeitpunkt mit einer Oyster Card durchgeführt. Seit 2014 können kontaktlose Mastercard, VISA, American Express und Maestro-Karten als Teil des „Future Ticketing Programme“ des Transport for London wie Oyster-Karten für Pay-as-you-go benutzt werden. Transport for London ist der erste Verkehrsbetrieb der Welt, der kontaktlose Zahlungen in dieser Form akzeptiert, und die Verbreitung von kontaktloser Zahlung in London wird dieser Tatsache zugeschrieben. Transport for London ist eine der größten Akzeptanzstellen für kontaktlose Zahlung, denn jede 10. kontaktlose Zahlung in Großbritannien findet im Netz des Transport for London statt.

## Erwerb und Rückgabe
Die Oyster Card kann an den meisten Bahnhöfen, in Geschäften sowie an speziellen Automaten erworben werden. In den ersten Jahren wurde der Anschaffungspreis bei Rückgabe der Oyster Card zurückerstattet. Seit dem 4. September 2022 wird bei Rückgabe der Anschaffungspreis nicht mehr zurückerstattet.

## Verwendung
In der Variante Pay-as-you-go oder mit Aufladung einer 7-Day-Travelcard (Wochenkarte) ist sie registrierungsfrei und übertragbar. Für Monats- oder Jahreskarten muss die Oyster Card durch Angabe persönlicher Daten registriert werden und ist personengebunden. Grundsätzlich werden die gefahrenen Strecken sowie Auf- und Abbuchungen gespeichert und lassen sich bei Registrierung der jeweiligen Person zuordnen.

## Varianten

### PrepaidkartePay-as-you-go
An Automaten auf Bahnhöfen oder an U-Bahn-Stationen kann das Guthaben der Karte aufgeladen werden. Außerdem besteht die Möglichkeit, einen Schwellenwert zu definieren, bei dessen Unterschreitung ein automatischer Transfer von einem Bankkonto oder einer Kreditkarte erfolgt (Auto top up). Auch über das Internet kann Guthaben gekauft werden, das aus Sicherheitsgründen erst nach dem Check-in an einem vorab frei wählbaren Bahnhof aktiviert wird.
Bei Fahrten in Stadtbussen und in der Straßenbahn in Croydon wird die Karte beim Einsteigen an ein Kartenlesegerät gehalten und mit dem einheitlichen Betrag für eine Busfahrt belastet.
Bei Fahrten mit der National Rail, der Underground, Overground oder DLR muss die Karte nicht nur beim Betreten, sondern auch beim Verlassen des Bahnhofes an ein Lesegerät gehalten werden. Hierdurch wird der Fahrpreis anhand des Start- und Zielbahnhofs nach einem Zonenmodell ermittelt, bei dem die Innenstadt Zone 1 bildet und weitere acht Zonen jeweils ringförmig um die nächstniedrigere Zone herum liegen. Hat ein Zielbahnhof keine Durchgangssperre (z. B. außerhalb der Innenstadt), muss die Karte beim Verlassen trotzdem „ausgecheckt“ werden, da sonst der Fahrpreis für die theoretisch längstmögliche Strecke belastet wird.
Für das Pay-as-you-go-Verfahren gilt die so genannte Price-capping-Regelung, nach der man pro Tag für beliebig viele getätigte Fahrten mit beliebigen Verkehrsmitteln höchstens mit dem Preis einer One-Day-Travelcard (Tageskarte) belastet wird.

### ZeitkartenTravelcards
Neben dem Pay-as-you-go-Verfahren können auch Wochen-, Monats- und Jahreskarten auf die Oyster Card geladen werden. Dies ist ein gegenüber Einzelfahrten vergünstigtes Angebot und vor allem für Pendler rentabel.

### TouristenkarteVisitor Oyster card

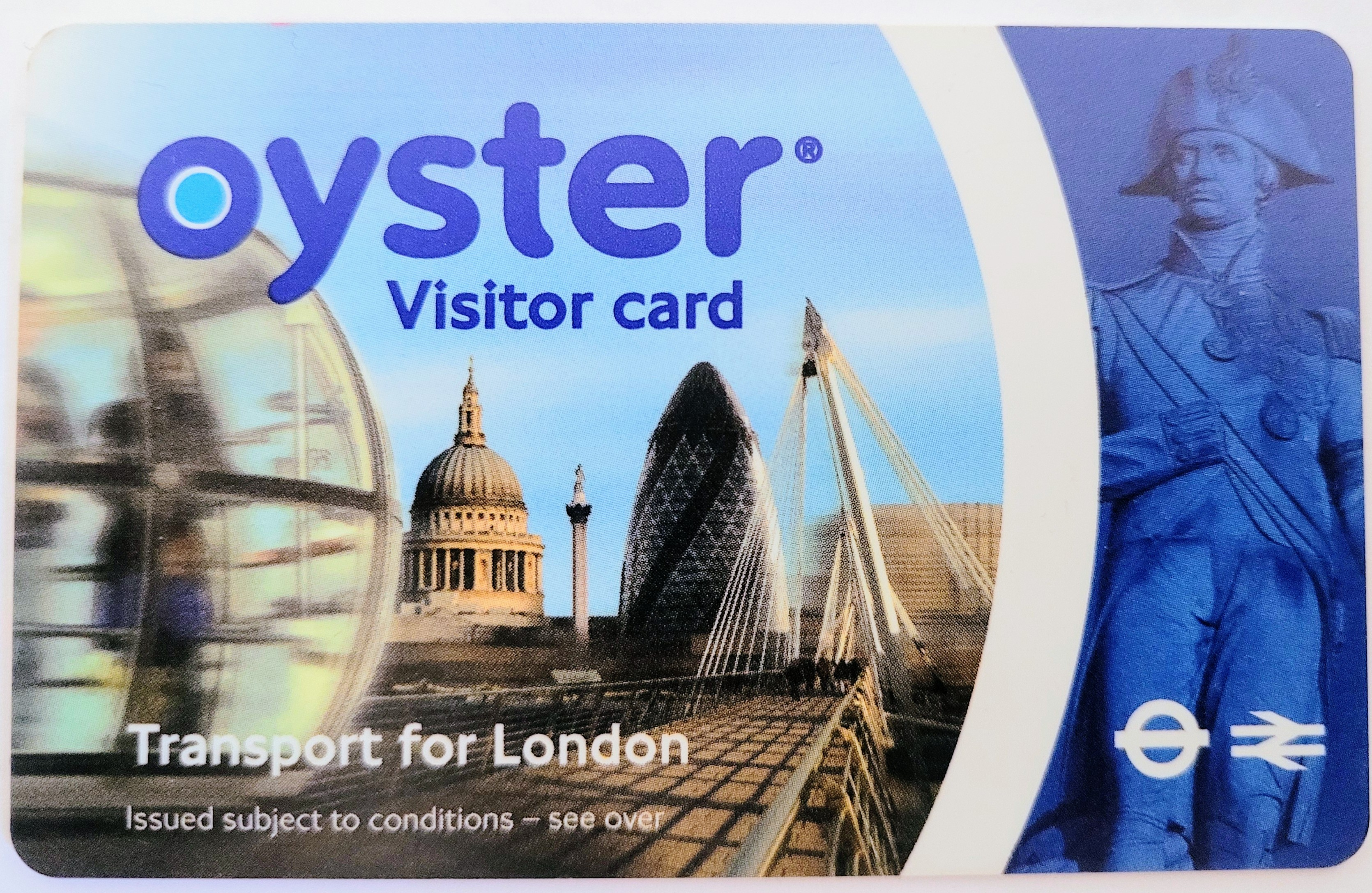
Visitor Oyster card

Ende 2007 wurde für Touristen die unbegrenzt gültige und nicht personalisierte Visitor Oyster card mit eingeschränkten Funktionen eingeführt. Diese ist ausschließlich mit Pay-as-you-go verwendbar, Travelcards, Online-Aufladung sowie Auto top up sind nicht möglich. Die Visitor Oyster card ist in einer deutschsprachigen Broschüre beschrieben, die als PDF-Datei verfügbar ist.  Mit der Karte sind einige Rabatte und Sonderangebote erhältlich.

#### Kauf
Die Visitor Oyster card muss vor Reiseantritt aus dem Ausland über den Webshop der Transport for London (TfL) bestellt werden und wird per Post gegen Gebühr zugestellt. Die Aktivierungsgebühr von fünf Pfund ist, im Gegensatz zum Pfand der regulären Oyster Card, nicht erstattungsfähig.

#### Flughafen
Die Oyster Card kann für London City Airport, Heathrow Airport und Gatwick Airport genutzt werden. Die Oyster Card ist nicht gültig für Luton Airport, Stansted Airport oder Southend Airport.

#### Täglicher Höchstbetrag
Der tägliche Höchstbetrag (price capping) ist abhängig von den benutzten Zonen.
Gatwick Airport wird von drei Bahngesellschaften bedient, Southern, Thameslink und Gatwick Express. Reisen mit Southern und Thameslink werden dem price capping angerechnet, die mit Gatwick Express jedoch nicht.

#### Aufladung
Das Guthaben kann an Automaten der meisten U-Bahn-Stationen, in den Oyster ticket stops oder Visitor Centres mit Bargeld oder Kreditkarte aufgeladen werden.

#### Kinder von 11 bis 15 Jahre
Für Kinder von 11 bis 15 Jahren lässt sich der Kindertarif (Young Visitor Discount) an den meisten U-Bahn Stationen und den Visitor Centres aktivieren. Der Kindertarif beträgt etwa die Hälfte des Erwachsenentarifs und ist für 14 Tage gültig.

#### Rückerstattung
Das Restguthaben bis zu zehn Pfund wird zurückerstattet. Die Rückerstattung erfolgt:
- Persönlich an Automaten der U-Bahn-Stationen
- In einem der Visitor Centres,[11] ausgenommen jedoch in Gatwick
- Per Post. Die Karte wird mit einem Rückerstattungsantrag und den persönlichen Angaben an TfL Customer Services, 4th Floor, 14 Pier Walk, London SE10 0ES, United Kingdom eingesendet.
- Per kostenpflichtigem Telefon auf die Nummer +44 343 222 1234

### TouristenkarteVisitor Pass
Der Visitor Pass ist eine nicht personalisierte Karte für den öffentlichen Nahverkehr in London. Die Karte wird für zwei oder drei Tage gelöst und deckt die Zonen 1 bis 6 ab. Die Karten für Kinder von 11 bis 15 Jahren sind ermäßigt. Zeitlich gilt der Visitor Pass während der off-peak Zeiten (Nebenverkehrszeiten). Sie beginnen jeweils Montags bis Freitags um 09:30 Uhr. Am Samstag und Sonntag gibt es keine peak-Zeiten.
Die Karte kann an U-Bahn-Stationen und Visitor Centres erworben werden. Im Unterschied zur Oyster Card gilt der Visitor Pass jedoch nicht für National Rail, London Cable Car oder River Bus.

### 60+ London Oyster photocard
Senioren ab 60 Jahren, die in London leben, erhalten gegen eine einmalige Ausstellungsgebühr von 20 Pfund eine Oyster Card, die sie zu kostenlosen (z. B. Bus, Tram, Underground) bzw. ermäßigten (z. B. IFS Cloud Cable Car) Fahrten ab 9:00 Uhr unter der Woche, sowie ganztägig am Wochenende und an Feiertagen berechtigt.

## Namensgebung
Mit der Namensgebung beauftragte Transport for London die Firma Appella. Entsprechend der Ausführungen auf deren Homepage zum Projekt „Oyster Card“ entschied man sich für diese Bezeichnung, um zum einen die sichere Bezahlmethode herauszustellen („geschützt wie eine Perle in einer Auster“) und zum anderen die im Englischen übliche Redewendung „Die Welt ist Deine Auster“ aufzugreifen.

## Sonstiges

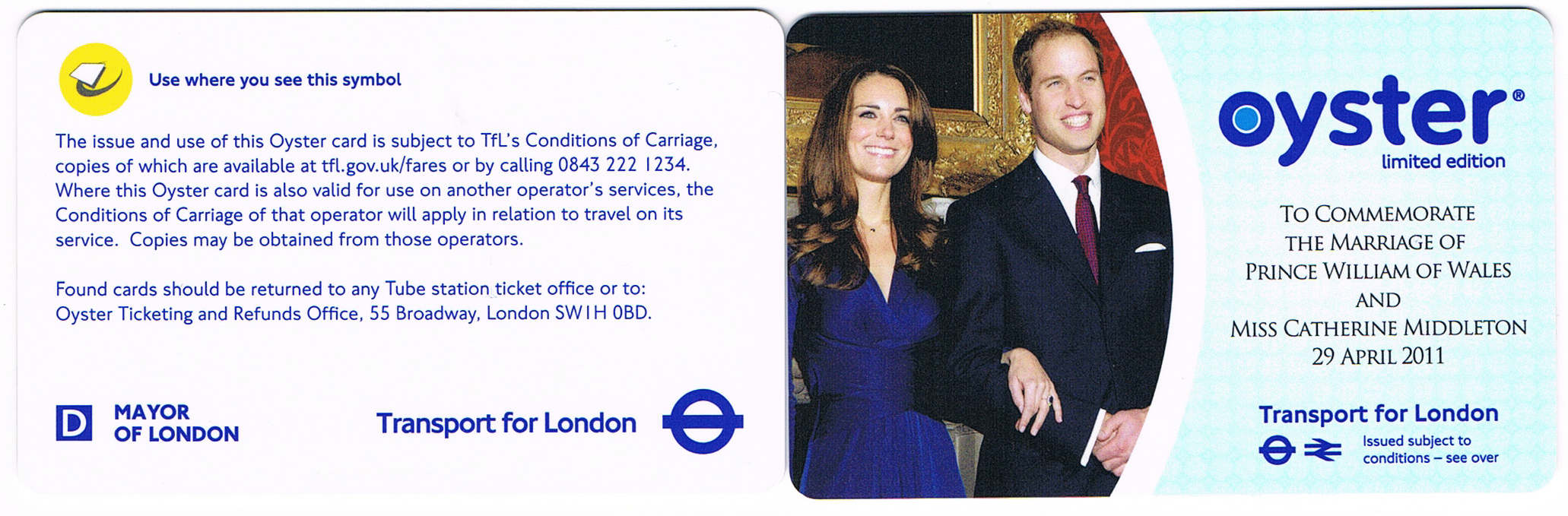
Sonderausgabe zur königlichen Hochzeit 2011

- Ende 2007 wurde eine Karte mit einem Werbeaufdruck der in London präsentierten Tutanchamun-Ausstellung in limitierter Stückzahl herausgegeben.
- Im Frühjahr 2011 legte Transport for London eine begrenzte Anzahl mit einem Motiv zur Hochzeit von Prinz William und Catherine Middleton auf.
- Mitte Mai 2012 erschien eine auf 250.000 Stück limitierte Auflage anlässlich des diamantenen Thronjubiläums von Königin Elisabeth II.
- Die Oyster Card ist mit dem ITSO-Smartcard-System, das in anderen Regionen Großbritanniens zum bargeldlosen Zahlen im öffentlichen Nahverkehr eingeführt wurde und der VDV-Kernapplikation in Deutschland entspricht, nicht kompatibel.[18]